# Avonský akvadukt
Avonský akvadukt (anglicky Avon Aqueduct) je kamenný obloukový most, který nedaleko města Linlithgow ve Skotsku převádí plavební vodní kanál Union (Union Canal) přes řeku Avon. Je nejdelším plavebním akvaduktem ve Skotsku a po Pontcysylltském akvaduktu je druhým nejdelším ve Velké Británii. V roce 1972 byl zapsán na seznam skotského kulturního dědictví v nejvyšší kategorii A.

## Historie
Akvadukt vedoucí mezi oblastmi Západní Lothian a Falkirk byl postaven podle projektu Hugha Bairda, který svůj projekt konzultoval s Thomasem Telfordem. Podobnou konstrukci použil na všech třech akvaduktech (Avonský akvadukt, Slatefordský akvadukt a Almondský akvadukt) na kanálu Union. Stavba byla zahájena v roce 1818 a dokončena v roce 1822, kdy byl kanál Union uveden do provozu. Stavbu prováděli pánové Craven, Whitaker a Nowell, kteří díky svému úspěchu při stavbě mostu přes řeku Ouse podali nejlepší nabídku.

## Popis
Avonský akvadukt je 247 m dlouhý, 7,2 m široký a 25,9 m vysoký. Nachází se asi kilometr jihozápadně od malé vesnice Whitecross. Převádí kanál Union přes řeku Avon. Most překonává řeku dvanácti oblouky o světlé výšce 23 metrů o rozpětí 15 m. Duté pilíře se k vrcholu mírně zužují a ve výšce 15 m na ně nasedají oblouky. Přístup do pilířů je malými dvířky v patě pilíře. Kanál se před oběma konci akvaduktu zužuje a na mostě je široký čtyři metry a hluboký 1,8 metru, přes most přechází v litinovém korytu. Protože tento typ konstrukce nevyžaduje těžké kamenné konstrukce, které by vydržely boční tlak vody, mohl být most postaven štíhlejší. Podél každé strany vodní cesty vede 1,2 metru široký kamenný vlečný chodník.